# Hope Valley
Hope Valley – jednostka osadnicza w Stanach Zjednoczonych, w stanie Rhode Island, w hrabstwie Washington.